# Нуньо Триштан
Нуньо Триштан (на португалски: Nuno Tristão) е португалски мореплавател, изследовател и търговец на роби на западното крайбрежие на Африка.

## Експедиционна дейност
През 1441 г. Триштан открива западното крайбрежие на Африка на юг от залива Рио де Оро до нос Кап Блан (20°46′ с. ш. 17°03′ з. д. / 20.766667° с. ш. 17.05° з. д.). Около носа португалците за първи път се сблъскват с чернокожите африканци, пленяват няколко от тях и търговците много бързо разбират изгодата от роботърговията. Още през 1443 на принц Хенрих Мореплавател са предоставени монополни права за корабоплаване на юг от нос Бохадор, а през 1444 е образувана „Компания за търговия със Западна Африка“.
През 1443 на югоизток от носа открива залива Арген (20°37′ с. ш. 16°29′ з. д. / 20.616667° с. ш. 16.483333° з. д.), където напада, пленява и продава в робство 29 души, като по този начин слага началото на португалската търговия с роби.
През 1446 или 1447 в поредното си плаване заобикаля нос Алмади (Зелени, 14°44′ с. ш. 17°32′ з. д. / 14.733333° с. ш. 17.533333° з. д.) и достига до нос Верга (10°12′ с. ш. 14°27′ з. д. / 10.2° с. ш. 14.45° з. д.), като открива о-вите Бижагош (11°30′ с. ш. 16°00′ з. д. / 11.5° с. ш. 16° з. д., ок.1600 км2) и Триштан (10°52′ с. ш. 15°00′ з. д. / 10.866667° с. ш. 15° з. д.) и устията на реките Гамбия и Когон, където в схватка с африканците загива, заедно с 18 свои спътника. Така безславно загива един от най-настойчивите мореплаватели от първия период на португалската експанзия по западното африканско крайбрежие.
За шест години той непосредствено участва в почти всички португалски открития от 20° до 10° с.ш. – достижение задминато едва 40 години по-късно от Диого Као. Останалите на каравелата четирима матроси и нотариуса Айриш Тиноку съумяват за два месеца да преминат 3500 км в открито море и благополучно се завръщат в Португалия.

## Памет
Неговото име носят:
- нос Триштан (32°52′ с. ш. 17°12′ з. д. / 32.866667° с. ш. 17.2° з. д.), на северозападния бряг на остров Мадейра;
- о-ви Триштан (10°52′ с. ш. 15°00′ з. д. / 10.866667° с. ш. 15° з. д.), в Атлантическия океан, край бреговете на Гвинея.